# Acutotyphlops banaorum
Acutotyphlops banaorum là một loài rắn trong họ Typhlopidae. Loài này được Wallach, Brown, Diesmos & Gee mô tả khoa học đầu tiên năm 2007.